# او شاتگان به همراه دارد
او شاتگان به همراه دارد (انگلیسی: She Rides Shotgun) یک فیلم جنایی و دلهره‌آور آمریکایی آماده اکران به کارگردانی نیک رولند و نویسندگی بن کالینز و لوک پیوتروسکی با بازی تارون اجرتون است. این فیلم بر اساس رمانی به همین نام نوشته جردن هارپر در سال ۲۰۱۷ ساخته شده است. داستان فیلم در مورد مردی بنام نیت است که پس از آزادی از زندان سعی می‌کند شروعی تازه داشته باشد ولی…

## داستان
مردی بنام نیت کسی که در دوران حبس وارد باند مافیای خطرناکی شده و دشمنان بسیاری را برای خود دست و پا کرده است. با این حال پس از آزادی تصمیم می‌گیرد تا زندگی تیره و تاریک خود را پشت سر گذاشته و شروع جدیدی را رقم بزند و در این بین نیز مجبور می‌شود تا با دختر ۱۱ ساله خود به نام پالی روزهایش را سپری نماید. دختری که جنبه متفاوتی از زندگی را برای نیت رقم زده و او می‌بایست در کنار مراقبت از وی، با وقایع خطرناکی به مقابله بپردازد.

## ساخت
فیلمبرداری در ژانویه و فوریه ۲۰۲۴ انجام شد.